# Patsy Cline
Patsy Cline, ursprungligen Virginia Patterson Hensley, född 8 september 1932 i Winchester, Frederick County, Virginia, död 5 mars 1963 i Camden, Tennessee, var en legendarisk amerikansk countrysångerska.

## Biografi
Patsy Cline var mycket musikaliskt begåvad och började spela piano när hon var åtta år gammal. Hon var också en mycket duktig steppdansös. 1947 fick hon som femtonåring en inbjudan av Wally Fowler vid Grand Ole Opry och reste till Nashville, Tennessee för att provsjunga för några skivbolag, men ansåg själv att hon var för ung och återvände hem till Virginia.
Hon fortsatte att sjunga på barer och tredje klassens nattklubbar, så kallade honky tonks, i sina hemtrakter; hennes röst berörde alla som hörde henne och folk uppmanade henne att satsa på en karriär som sångerska. I januari 1957 deltog hon i det populära TV-programmet "Arthur Godfrey Talent Scout". Hon gjorde sin egen version av "Walking After Midnight" och det blev en jättesuccé; skivbolaget Decca utgav strax efter programmet en skivinspelning som på kort tid hade sålt mer än en miljon exemplar. Hon tvekade att fortsätta som artist, men uppmuntrades av Elvis Presleys bakgrundsgrupp, the Jordanaires och de erbjöd sig att ställa upp som bakgrundssångare.
Hon fick sedan flera andra stora hits, såsom "I Fall To Pieces", "You're Stronger Than Me", "Your Cheatin' Heart", "Crazy Arms", "Won't You Please Come On Home" och "Sweets Dreams". Hennes allra största hit är utan tvekan countryklassikern "Crazy", som skrevs av en man som då kämpade sig upp inom musikindustrin, nämligen Willie Nelson. Hon tvingades mot sin vilja sjunga in denna låt, då hon inte alls gillade den, men den har idag på sitt sätt blivit hennes "signaturmelodi". I Sverige var hon tämligen okänd fram till dess att Christer Sjögren gjorde en inspelning av "Crazy".
1961 råkade hon ut för en bilolycka och blev svårt skadad; hon kastades ut genom vindrutan och det betraktades som ett under att hon överlevde. Efter olyckan hade hon ett stort ärr i pannan. Trots trafikolyckan och två graviditeter fortsatte hon att uppträda och hade ett mycket hårt program. Två av tre lördagar per månad var hon inbokad vid Grand Ole Opry i Nashville, och oavsett var i USA hon befann sig var hon tvungen att infinna sig i Nashville kl. 19.00 på lördagskvällarna. Därför hyrde hon ett privatplan som flögs av hennes manager, Randy Hughes.
Den 3 mars 1963 uppträdde hon i en konsert i Kansas City, som var tillägnad änkan efter en känd discjockey i Kansas. Bland de andra artisterna återfanns Hawkshaw Hawkins, Billy Walker och Cowboy Copas. Samtliga, utom Billy Walker, valde att flyga tillbaka till Nashville i Hughes plan två dagar senare. De kom till Dyersburg i Tennessee, där de tankade planet. Strax efter avfärden från Dyersburg i dåligt väder havererade flygplanet i ett skogsområde. Samtliga ombord omkom.
Cline var gift 1953–1957 med byggnadsindustrimogulen Gerald Cline och från 1957 fram till sin död med Charles Allen Dick, som var linotypesättare för den lokala dagstidningen Winchester Star. I sitt andra äktenskap hade hon en dotter, född 1958, och en son, född 1961.
1985 gjordes en film om hennes liv, Sweet Dreams, med Jessica Lange i huvudrollen. Tidigare hade hon i filmen Loretta från 1980 spelats av Beverly D'Angelo.

## Diskografi (urval)
Studioalbum
- 1957 – Patsy Cline

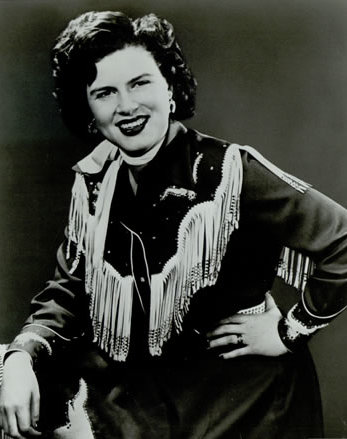
Patsy Cline 1961

- 1961 – Showcase With the Jordanaires
- 1962 – Sentimentally Yours

EPs
- 1957 – Songs by Patsy Cline
- 1957 – Patsy Cline
- 1961 – Patsy Cline
- 1962 – Patsy Cline
- 1962 – She's Got You
- 1962 – So Wrong / You're Stronger Than Me

Singlar
- 1955 – "A Church, a Courtroom, and Goodbye"
- 1955 – "Hidin' Out"
- 1956 – "I Love You Honey"
- 1956 – "I've Loved and Lost Again"
- 1957 – "Walkin' After Midnight"
- 1957 – "Today, Tomorrow, and Forever"
- 1957 – "Three Cigarettes (In an Ashtray)"
- 1957 – "I Don't Wanta"
- 1958 – "Stop the World (And Let Me Off)"
- 1958 – "Come on In (And Make Yourself at Home)"
- 1958 – "I Can See an Angel"
- 1958 – "If I Could See the World"
- 1958 – "Dear God"
- 1959 – "Yes I Understand"
- 1959 – "Gotta Lot of Rhythm in My Soul"
- 1960 – "Lovesick Blues"
- 1960 – "Crazy Dreams"
- 1961 – "I Fall to Pieces"
- 1961 – "Crazy"
- 1962 – "She's Got You"
- 1962 – "When I Get Thru with You"
- 1962 – "So Wrong"
- 1962 – "Heartaches"
- 1963 – "Leavin' on Your Mind"

Samlingsalbum
- 1962 – Patsy Cline's Golden Hits

Postuma album
- 1964 – A Portrait
- 1964 – That's How A Heartache Begins
- 1980 – Always
- 1995 – Live at Cimmarron Ballroom